# Gulfstream Aerospace
Gulfstream Aerospace Corporation è una sussidiaria americana interamente controllata dalla General Dynamics. Gulfstream progetta, sviluppa, produce e vende business jet.
A partire dal 1958 l'azienda ha prodotto più di 2.000 aeromobili. La gamma Gulfstream comprende il G280, il G350, il G450, il G500, il G550, il G600, il G650 e il G700.

## Storia

### Le origini
La compagnia che si è evoluta in Gulfstream Aerospace iniziò ad operare alla fine degli anni '50, quando la Grumman Aircraft Engineering, nota per la produzione di velivoli militari, sviluppò un business jet a turboelica nei suoi stabilimenti di Bethpage, New York, chiamato Grumman Gulfstream I (programma GI). Con una capacità di 12 passeggeri, aveva una velocità massima di 560 km/h a 7.620 m e un'autonomia di 3.540 km. Il nuovo aeromobile, primo nel suo genere progettato per viaggi di affari, è stato un successo, spingendo Grumman a sviluppare il Grumman Gulfstream II (programma GII), dotato di motore a getto.

### Anni sessanta
All'inizio del programma GII, i funzionari Grumman separarono la produzione di aerei civili per migliorare l'efficienza dell'azienda. Nel 1966, trasferirono la divisione civile a Savannah, in Georgia. La nuova sede fu aperta nel giugno del 1967 e i lavori iniziarono il 29 settembre 1967. Il nuovo impianto ospitò la produzione e le prove di volo per il GII.

### Anni settanta

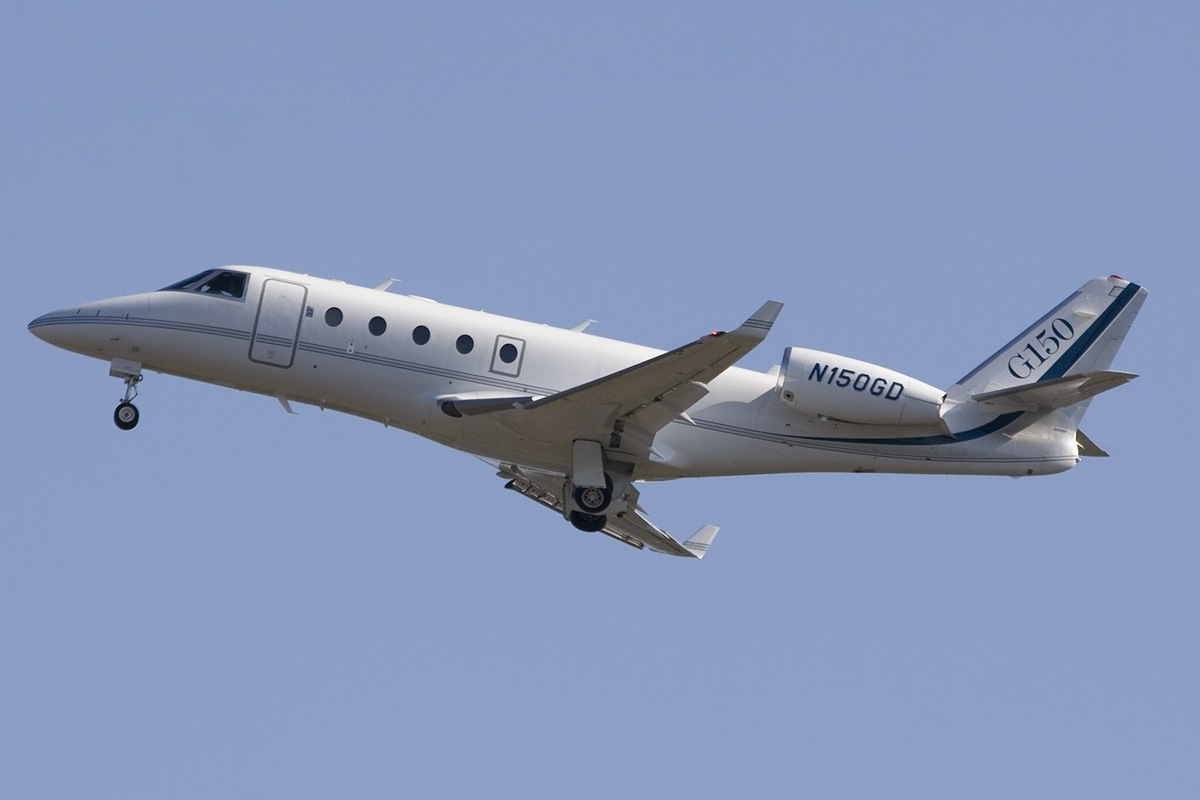
Un Gulfstream G150

Il 2 gennaio 1973, Grumman si unì alla American Aviation, un produttore di aerei da turismo. La consegna dell'ultimo GII avvenne nel 1977. Un anno dopo, la linea Gulfstream e lo stabilimento di Savannah furono venduti alla American Jet Industries, guidata da Allen Paulson. Paulson divenne amministratore delegato della società, ribattezzandola Gulfstream American. Diede un'alta priorità al Gulfstream III (programma GIII), un nuovo velivolo progettato per raggiungere una maggiore portata e velocità rispetto al GII. Il 2 dicembre 1979 ebbe luogo il primo volo, con la prima consegna nel 1980.

### Anni ottanta
Nel 1981, Gulfstream introdusse il Gulfstream GIIB. Il GIIB aveva la fusoliera del GII modificata e le ali del GIII, complete di winglets. La variante offriva caratteristiche di peso e prestazioni simili al GIII, ma con la fusoliera del GII più corta. Gulfstream realizzò e consegnò circa 40 GIIB. Sotto la direzione di Paulson il numero di dipendenti crebbe a 2.500 dipendenti nella primavera del 1982. Sempre in quest'anno, il nome della compagnia cambiò in Gulfstream Aerospace Corporation, per riflettere la sua portata mondiale, e fu concepito un nuovo aereo, il Gulfstream IV (programma GIV). Nel 1985, la Chrysler acquistò Gulfstream per 637 milioni di $ (circa 559 milioni di €) per un piano di diversificazione interno dell'azienda. Due anni dopo, fu consegnata l'ultimo Gulfstream III ed ebbe luogo la prima consegna di un Gulfstream IV. Il GIV è stato il primo business jet ad avere una cabina di pilotaggio interamente glass cockpit. Nel 1989 Chrysler decise di vendere Gulfstream, e Paulson collaborando con Forstmann Little & Co. riacquistò l'azienda.

### Anni novanta
Il decennio successivo al riacquisto del 1989 fu un periodo di significativi progressi per Gulfstream. La società firmò un contratto quinquennale con NetJets nel 1994. Completò il programma GV e lanciò il Gulfstream V - il primo business jet a ultra lungo raggio - nel 1995.  Nel 1997, Gulfstream iniziò la produzione simultanea di due modelli di velivoli: il GIV-SP e il GV. Nel giro di pochi mesi dalla prima consegna del GV, nel giugno del 1997, esso stabilì vari record, e il suo team di sviluppo vinse il Collier Trophy, il più alto onore nell'aeronautica statunitense. Nel 1998, Gulfstream acquistò la compagnia aerea K-C Aviation dalla Kimberly-Clark per 250 milioni di $, con voli verso Dallas, Appleton e Westfield.

### Anni duemila

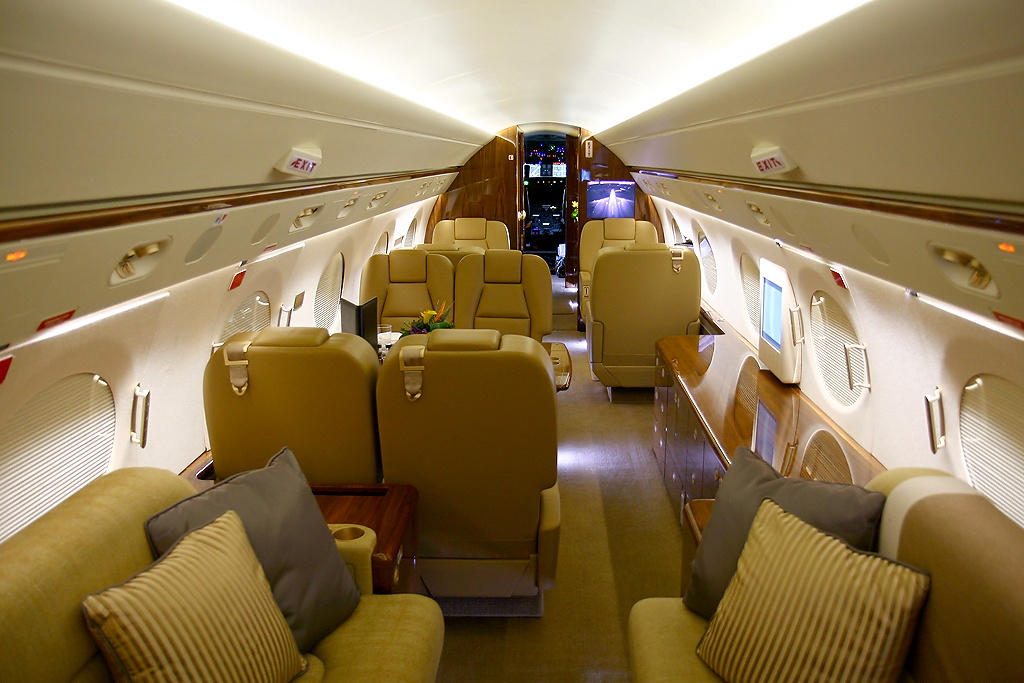
Interno di un Gulfstream G550

Alla fine degli anni 90, General Dynamics acquistò Gulfstream e nel 2000 aprì una fabbrica di supporto per rimodernizzazione e completamento di velivoli da 5,5 milioni di $ a Savannah. Nel 2001 acquistò la Galaxy Aerospace e con essa, l'Astra SPX e il Galaxy, che successivamente sono stati rispettivamente rinominati Gulfstream G100 e Gulfstream G200. Sempre nel 2001, Gulfstream ha acquistato quattro strutture di manutenzione negli Stati Uniti a Dallas, Las Vegas, Minneapolis e West Palm Beach in Florida. Questi centri di manutenzione formarono la General Dynamics Aviation Services, che si occupa di manutenzione e riparazione di velivoli Gulfstream e non.
Nel 2002, Gulfstream rinominò i suoi prodotti, usando i numeri arabi anziché i numeri romani per differenziare i suoi aerei. All'epoca, la gamma della società comprendeva i Gulfstream G550 e G500, i Gulfstream G400, i Gulfstream G300 e G200 e i Gulfstream G100. Il 2002 fu anche l'anno in cui Gulfstream introdusse il suo velivolo Airborne Product Support, un G100 utilizzato per fornire parti di ricambio e servizio tecnico in qualsiasi momento ai clienti Gulfstream in Nord America e nei Caraibi sotto garanzia.
Nel 2003, Gulfstream acquistò una struttura di manutenzione presso l'aeroporto di Londra-Luton, il primo centro al di fuori degli Stati Uniti. Inoltre, nel 2003, fu introdotto il Gulfstream G450. Un anno dopo venne presentato il Gulfstream G350. Nel 2004, Gulfstream venne di nuovo premiata con il Collier Trophy per lo sviluppo del G550. Il G550 fu il primo aereo civile a ricevere un certificato di tipo emesso dalla Federal Aviation Administration che include un Enhanced Vision System come equipaggiamento standard su un aeromobile. Fu anche il primo aereo ad avere una cabina di pilotaggio con sistema PlaneView®, composto da quattro display a cristalli liquidi da 14 pollici.
Nel 2005, Gulfstream iniziò ad offrire una connessione internet in volo - con il suo sistema proprietario Broad Band Multi-Link (BBML).
Nel 2006, 12 anni dopo l'introduzione del G100, il Gulfstream G150 entrò in servizio prendendo il suo posto. Il G150 è stato il primo business jet ad essere certificato dalla FAA per Stage 4, gli standard acustici più severi del settore.
Nel 2007, Gulfstream testò per la prima volta il suo visore di visione artificiale (SV-PFD) e EVS II. Il SV-PFD è un miglioramento dei display di volo del sistema Gulfstream PlaneView®. È in grado di renderizzare un'immagine tridimensionale a colori del terreno circostante creando una visuale più intuitiva. All'inizio del 2008, la FAA certificò sia il EVS II che SV-PFD.
Il 13 marzo 2008, Gulfstream annunciò l'introduzione di un nuovo business jet: il Gulfstream G650. Il G650 è il modello di punta della flotta Gulfstream. È in grado di percorrere 7.000 nm (12.960 km) a Mach .85 o distanze più brevi a Mach .925, rendendolo il velivolo civile più veloce in volo. Può salire fino a 15.540 m, consentendogli di evitare il traffico aereo e condizioni meteorologiche avverse.
Il 5 ottobre dello stesso anno, Gulfstream annunciò un'altra aggiunta alla sua flotta: il Gulfstream G250 (in seguito ribattezzato Gulfstream G280). È in grado di percorrere 3.600 nm (6.670 km) a Mach .80 e ha una velocità operativa massima di Mach .85. È in grado di raggiungere la sua altitudine di crociera di 12.500 m in 20 minuti e può salire fino a un'altitudine massima di 13.720 m.
Nel 2009, la compagnia condusse due rollout a una settimana di distanza. Il Gulfstream G650 uscì ufficialmente il 29 settembre 2009. Il G280 seguì una settimana dopo.

### Gulfstream oggi

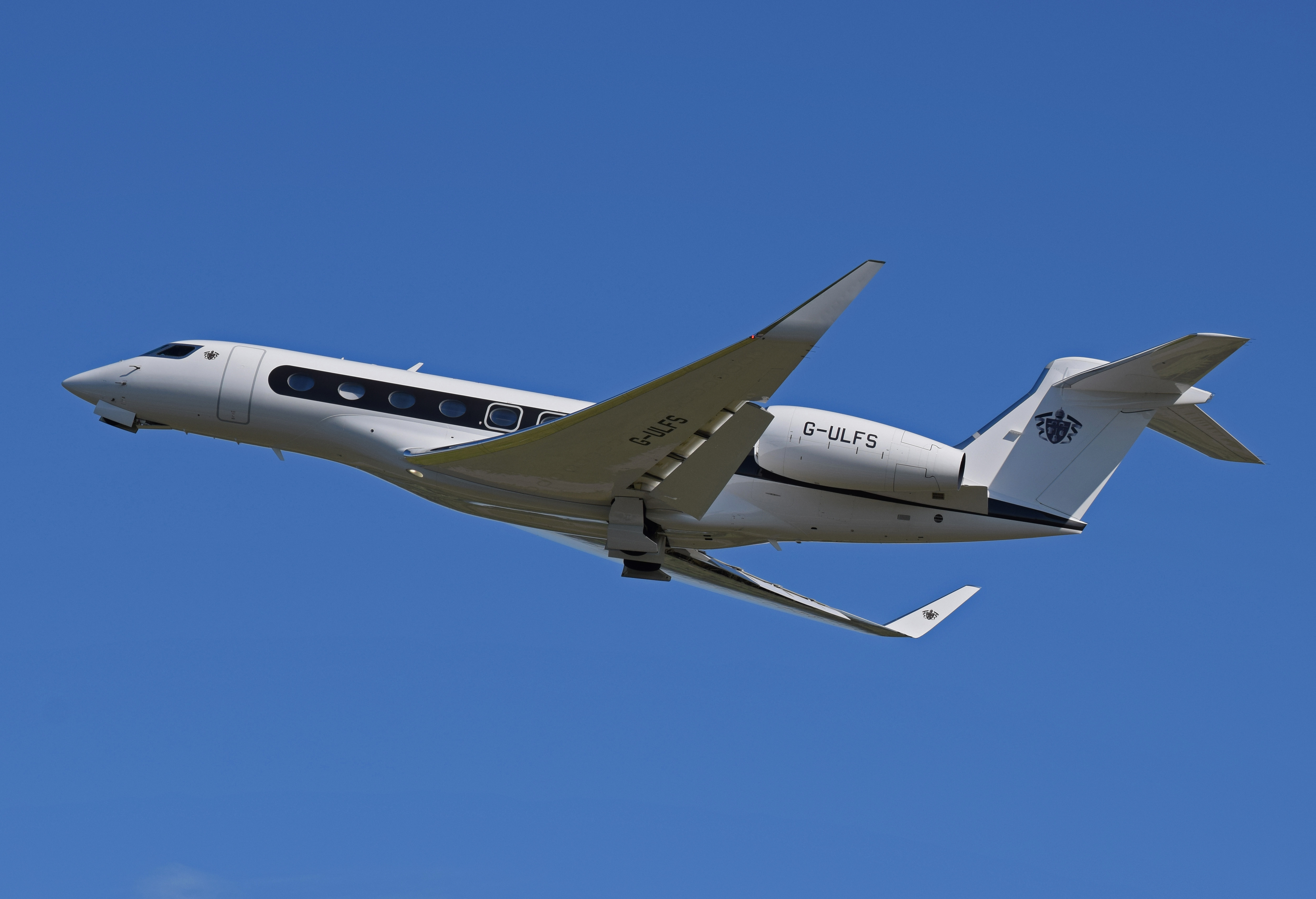
Il Gulfstream G650 privato parte dall'aeroporto di Bristol, Inghilterra

Nel 2011, General Dynamics Aviation Services è stata rinominata Gulfstream per semplificare l'identità del marchio. Gulfstream ora possiede e gestisce nove centri di assistenza in tutto il mondo, oltre a un centro di riparazione di componenti.
I Gulfstream G500 / G600 sono stati svelati al pubblico il 14 ottobre 2014. Il 18 maggio 2015 ebbe luogo il primo volo del G500 mentre il 17 dicembre 2016 quello del G600. Le prime consegne sono previste per l'anno 2018.

## Prodotti

### In produzione
| Aeromobile        | Raggio massimo       | Capacità passeggeri | Lunghezza | Altezza cabina | Larghezza fusoliera |
| ----------------- | -------------------- | ------------------- | --------- | -------------- | ------------------- |
| Gulfstream G650ER | 7.500 nm (13.890 km) | Fino a 19           | 30,41 m   | 1,96 m         | 2,59 m              |
| Gulfstream G650   | 7.000 nm (12.964 km) | Fino a 19           | 30,41 m   | 1,96 m         | 2,59 m              |
| Gulfstream G600   | 6.200 nm (11.482 km) | Fino a 19           | 29,29 m   | 1,93 m         | 2,41 m              |
| Gulfstream G500   | 5.000 nm (9.260 km)  | Fino a 19           | 27,78 m   | 1,93 m         | 2,41 m              |
| Gulfstream G550   | 6.750 nm (12.501 km) | Fino a 19           | 29,39 m   | 1,88 m         | 2,24 m              |
| Gulfstream G450   | 4.350 nm (8.056 km)  | Fino a 19           | 27,23 m   | 1,88 m         | 2,24 m              |
| Gulfstream G280   | 3.600 nm (6.667 km)  | Fino a 10           | 20,37 m   | 1,91 m         | 2,18 m              |